# Karl Gutekunst
Karl Konrad Gutekunst (* 14. Mai 1876 in Marbach am Neckar; † 6. Juni 1951 in Göppingen) war ein württembergischer Oberamtmann.

## Leben
Gutekunst, Sohn eines Oberamtsbaumeisters und evangelischer Konfession, studierte Rechtswissenschaften in Tübingen und Berlin. Er war seit 1894 Mitglied der Studentenverbindung Burschenschaft im ADB Palatia Tübingen, der heutigen Alten Turnerschaft Palatia Tübingen. 1899 legte er die erste und 1901 die zweite höhere Dienstprüfung ab.
1901 trat er in die württembergische Innenverwaltung ein. Er leitete das Oberamt Künzelsau ab 1918 als Amtsverweser und ab 1920 als Oberamtmann, bis er 1926 als Oberamtmann die Leitung des Oberamts Aalen übernahm. 1928 erhielt er den Titel Landrat. Zum 1. Mai 1933 trat er der NSDAP bei (Mitgliedsnummer 3.579.719). 1938 erfolgte krankheitshalber auf Antrag die vorzeitige Zurruhesetzung. Von 1940 bis 1944 war er mehrfach Vertreter der Kreispolizeibehörde bei den Musterungen und Aushebungsgeschäften in Göppingen.